# Neutrální zóna
Neutrální zóna (v anglickém originále The Neutral Zone) je v pořadí dvacátá šestá epizoda první sezóny seriálu Star Trek: Nová generace.

## Příběh
Posádka USS Enterprise D očekává návrat kapitána Picarda z konference, když senzory náhle zachytí starou loď. Plavidlo zřejmě pochází z planety Země konce dvacátého století. Posádka se rozhodne loď prozkoumat, a tak se Dat s Worfem transportují na palubu. Oba nacházejí lodní počítač velmi starého typu. Za dveřmi je čeká překvapení: Řada komor s těly zmražených lidí, z nich tři jsou ještě při životě. Transportují tyto tři komory na palubu. Mezitím se již kapitán vrátil a ihned nařídí kurz do blízkosti romulanské neutrální zóny. Dostal totiž zprávu, že poblíž došlo ke zničení dvou hraničních základen Federace. Má se za to, že je zničili Romulané. Naposledy o sobě Romulané dali vědět před 50 lety, od té doby jistě rozvinuli svou technologii.
Doktorka Beverly Crusherová dokázala vyléčit příčiny úmrtí u trojice zmražených lidí a pak je oživila. Kapitán je trochu rozladěn, že se Dat bez jeho vědomí rozhodl vzít těla na palubu. Dat to však považoval za jediné správné řešení. Jedná se o dva muže a ženu. Kapitán se teď musí věnovat problému s Romulany, a tak pověří dohledem nad trojicí návštěvníků Rikera. Ze starého lodního počítače posádka zjistí jejich jména i to, že zemřeli před 375 lety. Snaží se trojici vysvětlit, že se za ta léta mnohé změnilo. Deanna Troi vypracovala studii o Romulanech. Jsou povahově nevyzpytatelní a vznětliví. Kromě toho se také cítí nadřazeni nad ostatní rasy. Dat předpokládá, že Romulané se ohlásili s nepřátelskými úmysly. Chtějí svou taktiku a technickou úroveň porovnat s Federací.
Jeden z trojice, starší muž jménem Ralph, si přeje získat nějaké informace a kontaktuje proto kapitána. Picard mu sděluje, že lidstvo ve 24. století již vyspělo a odstranilo problémy jako hlad, nouzi či peníze. Žena jménem Claire se velmi těžce vyrovnává s faktem, že její rodina a přátelé jsou již po smrti. Deanna jí pomáhá najít příbuzenstvo.
Enterprise dorazila do neutrální zóny. Najdou obě základny zcela zpustošené, ale žádné stopy po soustředěném útoku. Náhle se odmaskuje romulanská loď. Posádka Enterprise zjišťuje, že Romulané svou technologii skutečně velice rozvinuli. Ralph se mezitím nepozorovaně dostal až na můstek, chce znát odpovědi na všechny otázky. Ostraha jej musí z můstku vyvést. Z romulanské lodi se ohlásí velitel T'Bok. Oznámí, že na romulanské straně neutrální zóny také došlo ke zničení základen. Podle něj se jedná o stejného útočníka jako u zničených základen Federace. Kapitán Picard navrhuje spolupráci při vyšetřování incidentů a T'Bok souhlasí.
Kapitán pak oznámí trojici návštěvníků, že se brzy setkají z lodí, která je vezme zpátky na Zemi. Riker namítne, že rychleji by to šlo k blízké hvězdné základně. Kapitán odvětí, že jejich misí je kráčet kupředu. Jsou teprve na počátcích cesty a musí se toho ještě hodně učit.